# Јоже Ожболт
Јоже Ожболт (Белица, код Осилнице, 4. јануар 1922 — Љубљана, 17. март 2018), учесник Народноослободилачке борбе, генерал-потпуковник ЈНА и народни херој Југославије.

## Биографија
Рођен је 4. јануара 1922. године у селу Белици, код Осилнице, у близини Кочевја. Потицао је из радничке породице. Од 1934. године, са свега 12 година је почео да ради са оцем Иваном као шумарски радник у Босанском Новом, Бјеловару, Чазми, а највише у кочевским шумама.

### Народноослбодилачка броба
Када је 1941. године отпочео Други светски рат у Југославији, Јоже је напустио посао и вратио се кући. Његов родни крај нашао се у италијанској окупационој зони. У јесен 1941. године у Осилници је био формиран први теренски одбор Ослободилачког фронта, који је радио на окупљању бораца против окупатора. Један од омладинца који се прикључио Народноослободилачком покрету (НОП) био је и Јоже. Он је потом заједно с другим омладинцима радио на прикупљању оружја, муниције и војничке опреме, које су многи становници сакрили приликом капитулације Југословенске војске, у априлу 1941. године.
Марта 1942. године Јоже је отишао у партизане у Кочевски партизански батаљон. Као добар познавалац терена и људи, извршавао је специјалне обавештајне и диверзантске задатке, а истовремено је био тешко повезан с радом политичких организација на терену. Организовао је и припремио три напада Кочевског партизанског батаљона на италијано упориште на Осилници — 21. и 26. маја и 4. јуна 1942. године. После трећег напада на Осилницу, Италијани су напустили ово упориште.
Када је 6. октобра 1942. године формирана Друга словеначка ударна бригада „Љубо Шерцер” Јоже је ступио у ову бригаду, у којој је обављао дужности — командира десетине, командира вода, и од пролећа 1943. године командира чете. Међу најзначјанијим успесима које Шерцерова бригада постигла у то време било је уништење плавогардијског упоришта у Грачарицима, 10. септембра 1943. године. Након капитулације Италије, септембра 1943. године, на Голом код Љубљане је била формирана Десета словеначка ударна бригада и у њу је био укључен Јоже Пжболт, који је постављен за команданта Трећег батаљона. Са овом бригадом Јоже је прошао најтежу немачку офанзиву, током октобра и новембра 1943. године. Најтеже борбе у току ове офанзиве вођене су на Иловој гори, након које се бригада пробијала из непријатељског обруча.
У другој половини новембра 1943. године, 18. словеначка дивизија, у чијем саставу су биле Осма, Девета и Десета бригада, пошла је на пут у Горски котар, како би тамо у учествовала у борбама у садејству са хрватским партизанима. Јоже Ожболт је учествовао у свим борбама Десете словеначке бригаде, а нарочито се истекао у борбама у околини Мрзлих Водица, Мркопаља и Врбовског. Почетком 1944. године, Јоже је постао заменик, а потом и командант Осме словеначке бригаде „Фран Левстик”. Са овом бригадом је учествовао у многим борбама и акцијама, а један од најзначајнијих успеха ове бригаде је био онемогућавање непријатељског продора у Белу крајину, 13. октобра 1944. године. Немачке и домобранске снаге су покушале да изненадно продру у центар ослобођене територије у Чрномељ. Непријатељској колони која је продирала од Кочевја преко Копривника, покушај продора је делимично успео, али у повратку су је напали јуришни батаљони 18. словеначке дивизије. У кратком и жестоком судару, код Хриба и Копривника, Немци и домобрани су били страховито потучени.
У току Народноослободилачког рата Јоже Ожболт је био шест пута рањаван, добивши притом седамнаест рана. Последње његово рањавање било је 20. јануара 1945. године у Жумберку, када се налазио на дужности команданта Четврте словеначке ударне бригаде „Матија Губец”. Два месеца је био лечен у рошким партизанским болницама, а затим је савезничким авионом, са аеродрома на ослобођеној територији у Белој крајини, био евакуисан и пребачне у југословенку базу у Барију, у Италији, где је био лечен у болници у Алтамури.

### Послератна каријера
Након излечења Јоже је наставио професионалну војну каријеру у Југословенској народној армији (ЈНА). Више година се налазио на дужности команданта пука и бригаде у Љубљани, Мурској Соботи и Осијеку. Био је начелник југословенског одреда при јединицама Организације уједињених нација, који је 1956. године учествовао у мировној војној мисији у првој великој кризи на Средњем истоку. Након повратка у Југославију, налазио се на дужностима — начелника Штаба дивизије, начелника оперативног одељења корпуса, команданта дивизије, инспектора за копнену војску у Савезном секретеријату за народну одбрану (1968—1971), помоћника команданта Девете армије за позадину у Словенији (1971—1979) и др.
Године 1954. је завршио Вишу војну академију ЈНА, а 1964. године Школу народне одбране. Више година је био члан пуковског, бригадног, дивизијског и армијског комитета организације Савеза комуниста Југославије у Југословенској народној армији.
Његов рођени брат Драго Ожболт (1931—1994), такође је био генерал-потпуковник ЈНА. Умро је 17. марта 2018. године у Љубљани, као један од последњих народних хероја у Словенији и на простору бивше Југославије.
Одликован је са више југословенских одликовања, међу којима су Орден народне армије са ловоровим венцем, Орден заслуга за народ са сребрним венцима и Орден братства и јединства са сребрним венцем. Орденом народног хероја је одликован 27. новембра 1953. године.